# Euphorbia pedilanthoides
Euphorbia pedilanthoides är en törelväxtart som beskrevs av Denis. Euphorbia pedilanthoides ingår i släktet törlar, och familjen törelväxter. IUCN kategoriserar arten globalt som nära hotad. Inga underarter finns listade i Catalogue of Life.